# Fecho
Em topologia, o fecho ou aderência de um subespaço topológico S de X é o menor fechado de X que contém S.

## Definição
O fecho de um conjunto {\displaystyle X}, denotado por {\displaystyle {\overline {X}}}, é o conjunto formado pelos seus pontos aderentes.
Um conjunto é considerado fechado se é igual ao seu fecho. Ou seja, quando contém todos os seus pontos aderentes.

## Propriedades
- O fecho de S é a intersecção de todos os fechados que contêm S;
- O fecho de um conjunto X ({\displaystyle {\overline {X}}}) é obtido acrescentando-se a X os seus pontos de acumulação, ou seja, é a união de dois conjuntos, X e Falhou a verificação gramatical (SVG (MathML pode ser ativado através de uma extensão do ''browser''): Resposta inválida ("Math extension cannot connect to Restbase.") do servidor "http://localhost:6011/pt.wikipedia.org/v1/":): {\displaystyle  X '}
 (=conjunto dos pontos aderentes):  Falhou a verificação gramatical (SVG (MathML pode ser ativado através de uma extensão do ''browser''): Resposta inválida ("Math extension cannot connect to Restbase.") do servidor "http://localhost:6011/pt.wikipedia.org/v1/":): {\displaystyle \overline{X}=X \cup X'}
 [3]. Por exemplo, se tomarmos o conjunto aberto {\displaystyle X=\left(0,3\right)}, então seu fecho será o conjunto fechado {\displaystyle {\overline {X}}=X\cup X'=\left[0,3\right]}[4].

O fecho de S é a união de S com a sua fronteira.

## Exemplos
- O fecho do conjunto Falhou a verificação gramatical (SVG (MathML pode ser ativado através de uma extensão do ''browser''): Resposta inválida ("Math extension cannot connect to Restbase.") do servidor "http://localhost:6011/pt.wikipedia.org/v1/":): {\displaystyle \mathbb{Q}}
 dos números racionais é a reta Falhou a verificação gramatical (SVG (MathML pode ser ativado através de uma extensão do ''browser''): Resposta inválida ("Math extension cannot connect to Restbase.") do servidor "http://localhost:6011/pt.wikipedia.org/v1/":): {\displaystyle \mathbb{R}}
. Também o fecho do conjunto Falhou a verificação gramatical (SVG (MathML pode ser ativado através de uma extensão do ''browser''): Resposta inválida ("Math extension cannot connect to Restbase.") do servidor "http://localhost:6011/pt.wikipedia.org/v1/":): {\displaystyle (\mathbb{R}-\mathbb{Q})}
 dos números irracionais é {\displaystyle \mathbb {R} }. {\displaystyle \mathbb {Q} } e {\displaystyle (\mathbb {R} -\mathbb {Q} )} não são conjuntos fechados.[5]
- O fecho de uma bola aberta é uma bola fechada.[2]